# Bob Latchford
Robert Dennis "Bob" Latchford (nacido el 18 de enero de 1951 en Birmingham) es un futbolista que jugó por el Birmingham City, Everton, Swansea City F.C. y la Selección nacional de fútbol de Inglaterra.
Latchford era un completo centro-delantero: bueno en el juego aéreo como en juego por tierra. En su paso por clubes, en particular en Everton, su juego era relativamente insatisfactorio, pero anotaba mucho. Sin importar su altura (más de 180 cm) era muy rápido en distancias cortas. 
Fue transferido del Birmingham City al Everton por £350.000, cifra récord en Inglaterra en esa época. En Everton, Latchford fue el goleador por seis temporadas seguidas, marcando 30 goles en la temporada 1977-78. Lo más cerca que estuvo de ganar una medalla en Everton fue siendo finalistas en la Premier League en 1977. Latchford jugó 268 partidos (3 como suplente) en Everton, anotando 138 goles. Dejó el Everton para irse al Swansea en 1981, marcando un triplete en su debut por los swans.
- Datos: Q888059